# Antonio San José Pérez
Antonio San José Pérez (Valladolid, 1956-) és un periodista espanyol.

## Biografia
Llicenciat en Ciències de la Informació per la Universitat Complutense de Madrid, es va iniciar en el món del Periodisme al Diari El Norte de Castilla. Més tard passaria al món de la ràdio, primer en Radio Juventud i posteriorment el la COPE, on roman un any.
La seva primera experiència en la pantalla petita va ser com a cap d'informació nacional (1986-1987) i cap de redacció (1987-1988) de Telediario; posteriorment, entre 1988 i 1989 va col·laborar en l'informatiu 48 Horas.
En Ràdio Nacional d'Espanya va ser nomenat en 1989 Director d'informatius i va presentar Edición de tarde, a més de col·laborar amb Julio César Iglesias a l'espai Los desayunos de Radio 1, ue també es van transmetre per TVE des de 1994 i es van convertir en Los desayunos de TVE.
En 1996 abandona TVE i RNE per a presentar a Antena 3 el programa El primer café, fins a 1998. La seva següent escala professional va ser la cadena informativa CNN+, en la qual es fa càrrec de la direcció d'informatius.
Entre 2001 i 2010 presenta en aquest canal el programa d'entrevistes Cara a Cara; a més col·labora amb la revista Interviú i el periòdic digital www.elplural.com, d'Enric Sopena. Al desembre de 2010, després del tancament de CNN+, és contractat com a director de comunicació de l'Organisme Loterías y Apuestas del Estado.
En 2012, canvia d'organisme públic, en ser designat director de comunicació d'AENA. Tres anys més tard, al març de 2015, abandona aquest càrrec per a incorporar-se a la direcció del Canal de televisió Non Stop People, de la Plataforma de Movistar TV. També és contertuli en el programa d' Herrera en COPE (des de 2015) i a  TRECE.
En 2010 va ser guardonat amb el premi Salvador de Madariaga que concedeix l'Associació de Periodistes Europeus.